# Hvorosztyankai járás

A Hvorosztyankai járás a Szamarai területen

A Hvorosztyankai járás (oroszul Хворостянский район) Oroszország egyik járása a Szamarai területen. Székhelye Hvorosztyanka.

## Népesség
- 1989-ben 14 634 lakosa volt.
- 2002-ben 16 098 lakosa volt, melynek 82,8%-a orosz.
- 2010-ben 16 302 lakosa volt, melynek 83,6%-a orosz, 4,9%-a kazah, 2,7%-a tatár, 1,2%-a ezid, 1,2%-a csuvas.